# The Great Gatsby (1949)
The Great Gatsby é um filme estadunidense de 1949, do gênero drama, dirigido por Elliott Nugent e estrelado por Alan Ladd e Betty Field. O filme é baseado no romance clássico de F. Scott Fitzgerald e em peça de Owen Davis. A Paramount Pictures já filmara a obra de Fitzgerald em 1926, com Warner Baxter e Lois Wilson nos papéis principais, e a filmaria outra vez em 1974, com Robert Redford e Mia Farrow. Existe ainda uma versão para a TV, de 2000, com Toby Stephens e Mira Sorvino e a versão mais recente com Leonardo di Caprio e Carey Mulligan. No entanto, segundo o historiador John Douglas Eames, alguns críticos consideram esta a melhor versão e também Ladd o mais convincente Gatsby.
Na opinião de Ken Wlaschin, este é um dos dez melhores filmes da carreira do ator. Os elogios a Ladd, entretanto, não são estendidos a Betty Field, vista como pouco glamurosa ou com uma atuação estranhamente petulante.

## Sinopse
Estamos em 1928, em plena Lei Seca. Jay Gatsby (Alan Ladd) é o bilionário de passado nebuloso que procura ser aceito pela alta sociedade de Long Island. Ele se envolve com Daisy Buchanan, de quem já fora noivo anos atrás, quando ela o trocou por Tom Buchanan, um rico jogador de futebol. Tom tem um caso com Myrtle Wilson, casada com um comerciante, o que torna Daisy infeliz. Daisy é prima de Nick Carraway, amigo de Jay, e quer que ele namore Jordan Baker. A interação entre esses personagens, a morte violenta de um deles e ainda as  revelações sobre a vida pregressa de Jay conduzem o filme a um final trágico.

## Elenco
| Ator/Atriz       | Personagem     |
| ---------------- | -------------- |
| Alan Ladd        | Jay Gatsby     |
| Betty Field      | Doris Buchanan |
| Macdonald Carey  | Nick Carraway  |
| Ruth Hussey      | Jordan Baker   |
| Barry Sullivan   | Tom Buchanan   |
| Howard Da Silva  | Wilson         |
| Shelley Winters  | Myrtle Wilson  |
| Henry Hull       | Dan Cody       |
| Ed Begley        | Myron Lupus    |
| Elisha Cook, Jr. | Klipspringer   |